# 傑梅什基夫齊
49°10′21″N 24°39′14″E / 49.17250°N 24.65389°E
傑梅什基夫齊（烏克蘭語：Демешківці），是烏克蘭西部的村莊，隸屬伊萬諾-弗蘭科夫斯克州的伊萬諾-弗蘭科夫斯克區。該村面積5.55平方公里，2001年人口266，人口密度每平方公里48人。